# Легований чавун
Лего́ваний чаву́н (англ. alloy iron) — чавун з штучно введеними домішками легуючих елементів (хрому, алюмінію, нікелю, ванадію, титану та інших), що надають йому певних властивостей.
До легованих чавунів відносять чавуни, у які уведено більше одного легувального елемента (Ni, Cr, Cu, Al, Ti, W, V, Мо), а також > 2 % Mn і > 4 % Si.

## Роль легувальних добавок
Основні легувальні добавки впливають на властивості чавуну так:
- нікель — графітизуючий елемент; подрібнює перліт, підвищує корозійну стійкість;
- хром — карбідоутворюючий елемент; підвищує жаростійкість, твердість, опір зносу, корозії, але збільшує крихкість;
- мідь — сприяє графітизації, збільшує твердість, корозійну стійкість;
- титан — сприяє графітизації, нейтралізує дію хрому, сприяє підвищенню механічних властивостей;
- молібден — гальмує графітизацію, підвищує міцність, твердість, зносостійкість, жароміцність.

## Класифікація
Буває чавун мікролегований (з мікродозами введених елементів), низьколегований (легувальних елементів до 3 %), середньо- (від 3 до 10 %) і високолегований (понад 10 %).
Крім того за видом основного легувального елемента, розрізняють легований чавун хромистий (наприклад, ЧХ3, ЧХ16, ЧХ28Д2), кременистий (наприклад, ЧС4, ЧС15, ЧС17М3), алюмінієвий (ЧЮХШ, ЧЮ22Ш), марганцевий (ЧГ6С3Ш, ЧГ8Д3), нікелевий (ЧНХТ, ЧН11Г7Ш).
Чавун, в який легуючі елементи переходять з руди, називають природнолегованим.

## Властивості
Легування чавунів покращує механічні характеристики, корозійну стійкість, зносостійкість, жароміцність та інші властивості. Легованими можуть бути і сірі, і високоміцні, і ковкі чавуни. Механічні властивості високоміцних і ковких чавунів визначаються переважно їхньою металевою основою. Перлітні чавуни мають вищу міцність при зниженій пластичності, феритні навпаки — меншу міцність, але більшу пластичність.
За експлуатаційними властивостями і особливостями використання леговані чавуни бувають:
- підвищеної міцності (марки: ЧНДХМШ, ЧН3ХМДШ)
- корозійностійкими (ЧНХТ, ЧХ22С, ЧХ28),
- жароміцними (ЧН11Г7Ш, ЧН19Х3Ш, ЧН20Д2Ш),
- жаротривкими (ЧЮХШ, ЧЮ7Х2, ЧЮ30),
- зносостійкими (ЧН2Х, ЧН3ХМДШ, ЧН4Х2);
- маломагнітними (ЧН11Г7Ш, ЧН15Д7, ЧН20Д2Ш).

## Застосування
З легованих чавунів виготовляють блоки циліндрів, поршні, колінчасті вали, підшипники, деталі вузлів тертя тощо.